# Noordermarkt
Noordermarkt (« Marché du Nord » en néerlandais) est une place située dans le quartier du Jordaan d'Amsterdam aux Pays-Bas. La Noorderkerk (l'église du Nord), l'une des quatre églises de la ville nommées en références aux points cardinaux y est située.
La place est bordée de cafés et de restaurants, et des marchés s'y tiennent tous les lundis. Le samedi, un marché bio y est également organisé. La rue adjacente de Westerstraat accueille également un marché (principalement pour les textiles) le lundi.

## Histoire
Noordermarkt fut créé en 1616 et s'appelait à l'origine Prinsenmarkt, en référence au canal du Prinsengracht. Après l'achèvement de l'église du Nord en 1623, la place fut rebaptisée en l'honneur de la Noorderkerk. Jusqu'en 1655 la place fut utilisée comme cimetière de l'église.